# Mittenothamnium tamarisciforme
Mittenothamnium tamarisciforme är en bladmossart som beskrevs av Jules Cardot 1913. Mittenothamnium tamarisciforme ingår i släktet Mittenothamnium och familjen Hypnaceae. Inga underarter finns listade i Catalogue of Life.